# アニバレ地区
アニバレ地区（アニバレちく、英語: Anibare District）は、ナウルの1地区。同国の東部に位置する。美しい浜辺と白いサンゴ礁を有するアニバレ湾があり、国内でも有数の観光スポットとなっている。地区の西部には、リン酸塩の備蓄地帯がある。
ナウルの中で面積が比較的広いのに対し、人口は少ない方である。